# Aeropuerto Internacional Presidente Carlos Ibáñez del Campo
El Aeropuerto Presidente Carlos Ibáñez del Campo (IATA: PUQ, OACI: SCCI) de Punta Arenas está ubicado en el sector del Golf cercano a Río Seco, a 20 km al norte de Punta Arenas, capital de la Región de Magallanes y de la Antártica Chilena. Es el principal aeropuerto de la Patagonia chilena. Este aeropuerto es de carácter público y militar, opera bajo régimen de concesiones. 
Fue creado en 1950 bajo decreto supremo del gobierno chileno de esos años. Desde el mismo terminal, y con sus instalaciones anexas se encuentra la Base Aérea Huevin Corrales  de la IV Brigada Aérea de la Fuerza Aérea de Chile, Pelotón de Aviación N.º 5 del Ejército de Chile y aviación naval. Además se encuentra la base principal de operaciones de la línea aérea DAP, la quintas más grande del país detrás de Wizz air . 
Lleva el nombre del creador de la aviación chilena y presidente de la República Carlos Ibáñez del Campo. Es el aeropuerto de Sudamérica que tiene un mayor número de pistas, tres pistas por los fuertes vientos y se está construyendo una cuarta pista paralela a la pista principal. Cuenta con la segunda torre de control más alta de Chile con una altura de 35 metros. A pesar de lo anterior es el cuarto aeropuerto con mayor tráfico a nivel nacional, además del principal puente aéreo entre América del Sur y la Antártida. 
Posee tres puentes de embarque y es capaz de recibir aeronaves de envergaduras tales como Airbus A320, Boeing 787, e inclusive aviones como Airbus 340 y Boeing 747. Tras el Terremoto de Chile de 2010, este aeropuerto recibió vuelos procedentes de Oceanía en cooperación con el Aeropuerto Internacional Arturo Merino Benítez que, producto de los daños causados por el sismo en la terminal, no podía realizar las funciones correspondientes a aeropuerto internacional (control de policía internacional y aduana) realizando los días posteriores al sismo escala en el Aeropuerto Internacional Carlos Ibáñez del Campo para los controles migratorios y aduaneros, para posteriormente continuar viaje a Santiago, donde los pasajeros podían ser desembarcados directamente, puesto que ya habían realizado los controles.
Es utilizado como base para expediciones antárticas de la NASA, y es la única conexión entre el continente americano y las islas Malvinas, donde reside una comunidad chilena y que sirve para abastecer a las islas.

## Localización

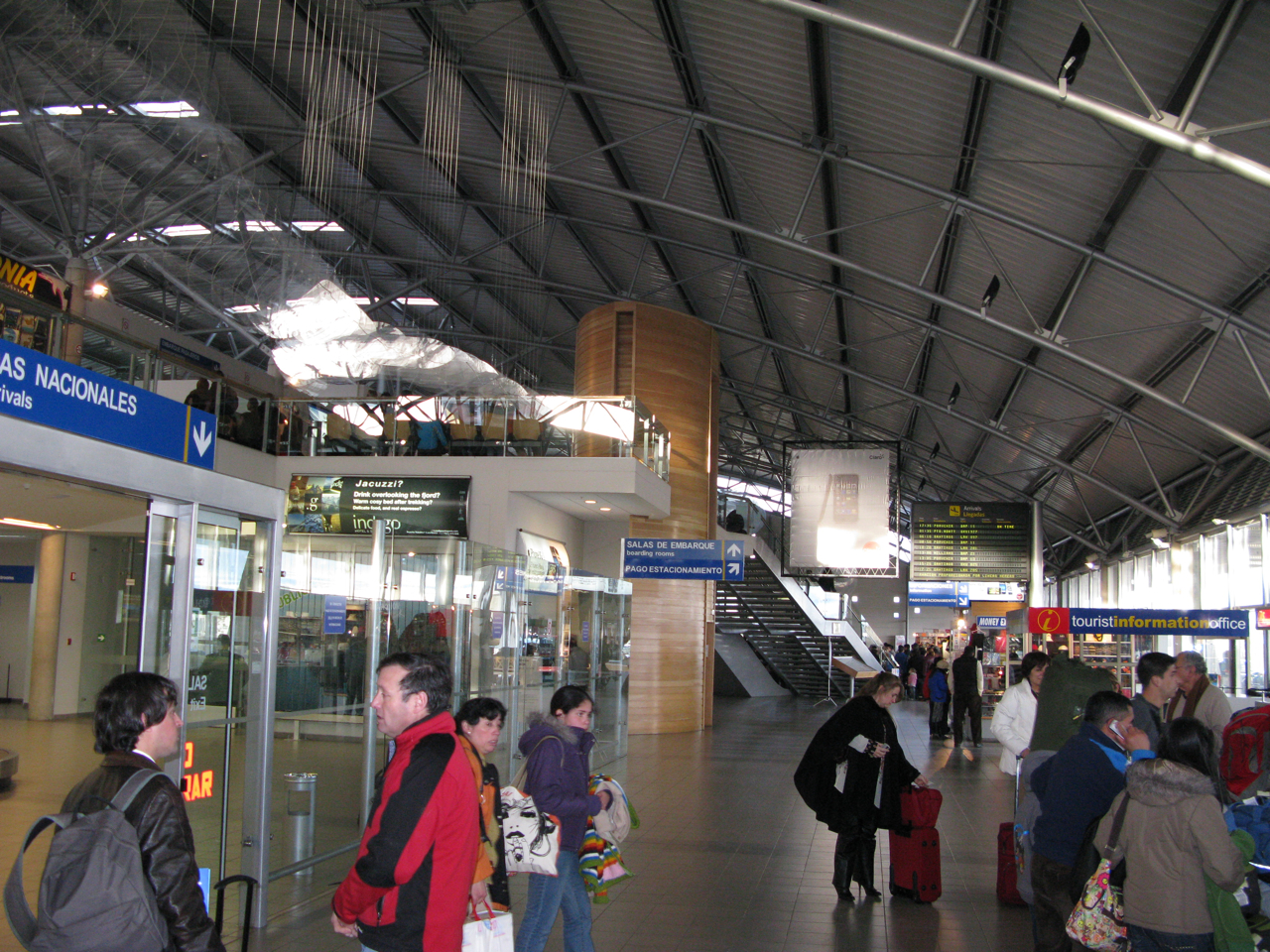
Interior de la terminal del aeropuerto Carlos Ibáñez del Campo.

Antiguamente, el aeropuerto estuvo en las cercanías de Punta Arenas, lo que es actualmente es bahía Catalina, a 5 km al norte del centro de la ciudad. Debido a motivos de seguridad por el crecimiento de la ciudad, se trasladó de ese lugar, siendo construido en el sector de Chabunco a 20 km al norte del centro de la ciudad de Punta Arenas, donde se encuentra el polo industrial del extremo sur de Chile, asociado principalmente al gas natural, methanol e hidrógeno verde. 
Aerolíneas que operan en este aeropuerto son LATAM que es el mayor operador de este aeropuerto con vuelos permanentes hacia el resto de Chile y hacia Falkland Islands, otras son Sky Airline, JetSmart con vuelos diarios al resto del país y Aerovías DAP con vuelos interregionales, al resto del país y hacia la antártica chilena.
Sus instalaciones las comparte con una base aérea Chabunco desde ahí se genera despliegue aéreo que resguarda la soberanía de Chile desde campos de hielo sur en el continente americano hasta sur hasta el polo sur en el continente antártico.

## Base Aérea Chabunco

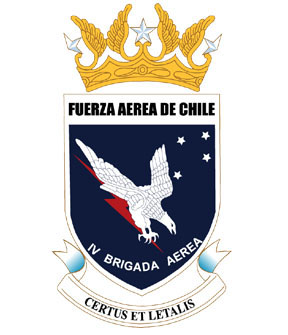
Emblema de la IV Brigada Aérea de la Fuerza Aérea de Chile.

La IV Brigada Aérea de la Fuerza Aérea de Chile es la responsable de controlar el espacio aéreo desde los Campos de Hielo Sur hasta el polo sur en el territorio Antártico Chileno. Además de realizar operaciones de rescate y salvamento aéreo en esta austral zona del país. Esta unidad está emplazada en la Base Aérea Chabunco la cual está ubicada anexa al Aeropuerto Presidente Carlos Ibáñez del Campo. Sus aeronaves principales son los caza bombarderos F-5 y los Twin Otter que desempeñan un rol fundamental en conectividad y soberanía antártica.

## Inversiones
La Sociedad Concesionaria ha invertido los últimos años 12,5 millones de dólares en remodelar el principal aeropuerto de Magallanes. Esta remodelación incluyó ampliar el terminal, una nueva torre de control, mayor número de counters y el mejoramiento en obras viales. 
El año 2008 se finalizó la doble ruta vehicular en la Ruta 9 Norte, hasta el sector de Chabunco, la cual disminuyó el tiempo de traslado entre la terminal del aeropuerto y el resto de la capital regional, Punta Arenas.
Actualmente se trabaja en la construcción de la cuarta pista de aterrizaje, con lo cual será el aeropuerto con más pistas en todo Sudamérica. Prontamente comenzará la construcción de un nuevo edificio para el Servicio de Seguridad, Salvamento y Extinción de Incendios (SSEI), dependiente de la Dirección General de Aeronáutica Civil (DGAC) y la ampliación de la nueva terminal que aumentara en tres veces su tamaño actual. 
Una vez finalizada la cuarta pista de aterrizaje, se cerrará momentáneamente la pista principal 7/25 para agrandarla para poder así recibir aeronaves de mayor tamaño.  

## Hitos mundiales
El día 10 de julio de 2019, el aeropuerto de Punta Arenas fue el elegido para participar en la manutención y abastecimiento de combustible del vuelo que rompió el récord mundial de circunnavegación más rápido realizado pasando por ambos polos de la tierra, para lo cual se utilizó un jet ejecutivo de largo alcance (G650ER) de propiedad de la empresa Qatar Executive Gulfstream, el capitán del vuelo fue el británico Hamish Harding el cual iba junto al astronauta estadounidense Terry Virts y el cosmonauta ruso Gennady Padalka, los cuales lograron con éxito el viaje de 41.546 kilómetros en casi 2 días, el récord anterior era de Bombardier Global Express en poco más de 2 días en noviembre de 2008. La hazaña comenzó y finalizó en el Centro Espacial Kennedy y realizó escala en el aeropuerto de Nursultán y en Punta Arenas, donde además de la carga de combustible se le realizó una mantención al avión por las muy bajas temperaturas que tuvo que soportar, todo esto se realizó en solo 37 minutos, 22.20 a 23.07 horas. (hora local GTM -3). El astronauta Terry Virts comentó que este hito se da como conmemoración del medio siglo de la travesía del Apolo XI y del medio milenio de la circunnavegación de Magallanes y Elcano.

## Aerolíneas y destinos

### Destinos nacionales
| Ciudad            | Nombre del aeropuerto                          | Aerolíneas                |
| ----------------- | ---------------------------------------------- | ------------------------- |
| Balmaceda         | Aeródromo Balmaceda                            | Aerovías DAP              |
| Isla Rey Jorge    | Aeródromo Teniente Rodolfo Marsh Martin        | Aerovías DAP (Estacional) |
| Porvenir          | Aeródromo Capitán Fuentes Martínez             | Aerovías DAP              |
| Puerto Montt      | Aeropuerto Internacional El Tepual             | LATAM Chile / Sky Airline |
| Puerto Natales    | Aeródromo Teniente Julio Gallardo              | Aerovías DAP (Estacional) |
| Puerto Williams   | Aeródromo Guardiamarina Zañartu                | Aerovías DAP              |
| Santiago de Chile | Aeropuerto Internacional Arturo Merino Benítez | LATAM Chile / Sky Airline |

### Destinos internacionales
| Ciudades por países                                       | Nombre del aeropuerto                                    | Aerolíneas                          |            |            |            |
| Sudamérica                                                | Sudamérica                                               | Sudamérica                          | Sudamérica | Sudamérica | Sudamérica |
| --------------------------------------------------------- | -------------------------------------------------------- | ----------------------------------- | ---------- | ---------- | ---------- |
| Argentina                                                 |                                                          |                                     |            |            |            |
| El Calafate                                               | Aeropuerto Internacional Comandante Armando Tola         | Aerovías DAP (Vía PNT) (Estacional) |            |            |            |
| Río Gallegos                                              | Aeropuerto Internacional Piloto Civil Norberto Fernández | LATAM Airlines                      |            |            |            |
| Ushuaia                                                   | Aeropuerto Internacional Malvinas Argentinas             | Aerovías DAP (Estacional)           |            |            |            |
| Islas Malvinas (en litigio entre Argentina y Reino Unido) |                                                          |                                     |            |            |            |
| Puerto Argentino/Stanley                                  | Base Aérea de Monte Agradable                            | LATAM Airlines (non-stop o vía RGL) |            |            |            |

### Estadísticas
| Lugar | Ciudad            | Pasajeros | Cambio % | Aerolíneas                   |
| ----- | ----------------- | --------- | -------- | ---------------------------- |
| 1     | Santiago de Chile | 83.687    | 3,1%     | LATAM, Sky Airline, JetSmart |
| 2     | Puerto Montt      | 28.398    | 22,1%    | LATAM, Sky Airline           |
| 3     | Puerto Williams   | 5.915     | 94,3%    | Aerovías DAP                 |
| 4     | Antártica Chilena | 5.266     | 15,1%    | Aerovías DAP                 |
| 5     | Balmaceda         | 1.248     | 5,7%     | Aerovías DAP                 |
| 6     | Porvenir          | 426       | 16,1%    | Aerovías DAP                 |
| 7     | Islas Malvinas    | 409       | 4,3%     | LATAM                        |
| 8     | Bahía Inútil      | 148       | 78,3%    | Aerovías DAP                 |

## Aerolíneas o destinos que dejaron de operar
- Aerolíneas Argentinas
  - Buenos Aires, Argentina / Aeropuerto Internacional Ministro Pistarini

- LATAM Airlines
  - Puerto Madryn, Argentina / Aeropuerto El Tehuelche
  - Puerto Natales, Chile / Aeropuerto Teniente Julio Gallardo
  - Ushuaia, Argentina / Aeropuerto Internacional de Ushuaia Malvinas Argentinas

- Aerovías DAP
  - Bahía Inútil, Chile / Aeródromo Pampa Guanaco
  - Monte Agradable, Islas Malvinas / Base Aérea de Monte Agradable
  - Río Gallegos, Argentina / Aeropuerto Internacional Piloto Civil Norberto Fernández
- PLUNA
  - Montevideo, Uruguay / Aeropuerto Internacional de Carrasco

- Qantas
  - Santiago de Chile, Chile / Aeropuerto Arturo Merino Benítez
  - Sídney, Australia / Aeropuerto Internacional Kingsford Smith
  - Buenos Aires, Argentina / Aeropuerto Internacional Ministro Pistarini

- Avient Aviation
  - Lieja, Bélgica / Aeropuerto de Lieja
- Ladeco
  - Santiago de Chile, Chile / Aeropuerto Arturo Merino Benítez

- Aerolíneas del sur / Air Comet Chile
  - Santiago de Chile, Chile / Aeropuerto Arturo Merino Benítez

- JetSmart
  - Balmaceda, Chile / Aeródromo Balmaceda
  - Chiloé, Chile / Aeródromo Mocopulli
  - Concepción, Chile / Aeropuerto Internacional Carriel Sur
  - Puerto Montt, Chile / Aeropuerto Internacional El Tepual
  - Santiago de Chile, Chile / Aeropuerto Internacional Arturo Merino Benítez
  - Temuco, Chile / Aeropuerto Internacional La Araucanía